# Projet de référendum constitutionnel ghanéen
Un référendum constitutionnel initialement prévu le 17 décembre 2019 en même temps que les municipales avant d'être reporté à une date indéterminée devait avoir lieu au Ghana. L'amendement, s'il avait été approuvé, aurait instauré l'élection au scrutin direct des chefs des exécutifs des entités décentralisées et permit aux partis politiques de participer aux scrutins locaux.

## Objet

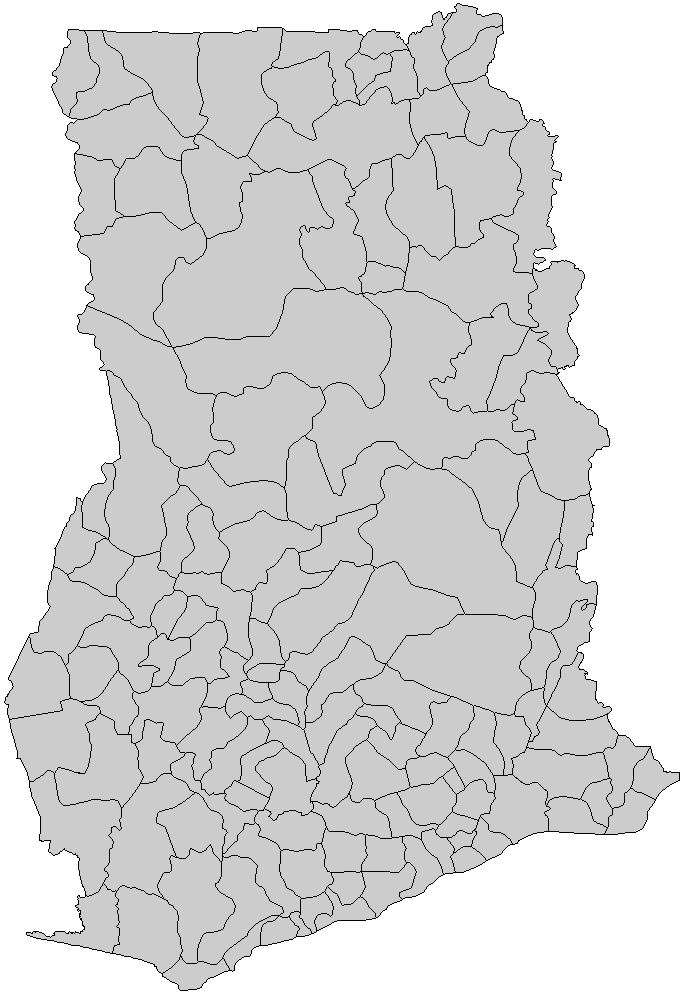
Districts du Ghana.

L'amendement concerne notamment l'article 243-1 de la constitution de 1992. Selon une promesse de campagne du Nouveau Parti patriotique du président Nana Akufo-Addo, il vise à instaurer le scrutin au suffrage direct pour les élections des chefs des exécutifs des  métropoles, municipalités et districts du Ghana (MMDCEs). Ceux-ci sont jusqu'alors nommés par le président, et ne peuvent qu'être parrainés par des partis,. Le Ghana compte en 2019 un total de 216 districts, dont 6 métropolitains, 46 municipaux et 164 districts ordinaires, sur la base de leurs populations.
L'article 55-3 est également amendé afin de mettre fin à l'interdiction pour les partis politiques de participer aux élections des assemblées des échelons locaux en question, l'ensemble des candidats étant obligatoirement indépendants. Cette interdiction est notamment tenue responsable des faibles taux de participation aux élections municipales, en moyenne autour de 40 %, comparés à ceux des scrutins nationaux, pour lesquels la participation avoisine régulièrement les 80 %
La tenue du référendum est initialement prévue pour le 26 novembre 2019 en même temps que les élections municipales, avant d'être reportée ainsi que ces dernières au 17 décembre à la suite de consultations du gouvernement avec des représentants de la société civile et à la remise en question de l’exactitude des listes électorales. Le 3 décembre, le président Nana Akufo-Addo les ajourne à nouveau, les débats alors en cours dans le pays ayant fait nettement ressortir une absence de consensus. Or, celui-ci est nécessaire afin de prévenir un échec du scrutin en raison des conditions particulièrement strictes exigées.
L'amendement de la constitution est en effet soumis à plusieurs conditions de validité car il concerne l'article 55, qui est un article "bétonné" de la constitution ghanéenne en vertu de son article 290. Pour être valide, il doit par conséquent être approuvé par une majorité qualifiée d'au moins 75 % des votants, et franchir le quorum de participation de 40 % des inscrits. L'amendement peut seulement alors être voté par le parlement à la majorité absolue de ses membres,.

## Campagne
Initialement en retrait, le gouvernement dirigé par le Nouveau Parti patriotique (NPP) s'implique fortement dans la campagne en faveur du "Oui", faisant du référendum un sujet de premier plan dans le pays au cours des mois précédant les élections municipales. Pour autant, la campagne référendaire ne prend pas un aspect monolithique en faveur de l'amendement. Les principales figures politiques du pays ainsi que les chefs traditionnels et les groupes de la société civile expriment des avis divergents, reflétant une population elle-même divisée sur la question.

### Pour
Selon les partisans du Oui, la réforme constitutionnelle renforcerait la décentralisation du pays en permettant la mise en place d'un système politique coordonné au niveau des municipalités. La mise en place de structures partisanes permettraient également aux citoyens de s'impliquer davantage dans les activités politiques, et aux différents partis de pouvoir faire prendre forme à la volonté populaire en appliquant leurs programmes nationaux de manière cohérente sur tous les territoires qu'ils dirigeraient. Ces changements auraient pour effet de faire monter le taux de participation, historiquement bas au cours de ces scrutins. De plus, les citoyens auraient une idée claire du positionnement des candidats, ce qui leur permettrait d'être mieux informés au moment de voter,.
Enfin, les partisans de la réforme pointent du doigt l'organisation actuelle des assemblées, sans opposition officielle, qui conduit selon eux à des assemblées de facto à parti unique. L'introduction de conseillers partisans, avec des partis de gouvernement et d'opposition clairement définis permettrait d'assurer un meilleur équilibre des pouvoirs, et de mettre les exécutifs devant leurs responsabilités.

### Contre
Selon les opposants à la réforme, le système doit rester non partisan, permettant aux candidats au poste de conseillers municipaux de continuer à concourir sur leurs propres mérites, et non leur étiquette politique. Des éléments du NPP ainsi que le principal parti d'opposition, le Congrès démocratique national (NDC) décident ainsi de faire campagne pour le Non, après une période d'incertitude. Le 12 novembre, le dirigeant du NDC, Samuel Ofosu-Ampofo, se déclare pleinement en faveur du statu quo, appelant la population à voter Non pour ne pas étendre la polarisation politique du pays aux échelons locaux. 
Une association dite Coalition des anciens chefs d'exécutifs de métropoles, municipalités et districts voit le jour afin de mobiliser la population contre la réforme, associant celle-ci à un saut dans l'inconnu. La coalition critique vivement les élus nationaux du Parlement, les accusant de concentrer pouvoirs et influences par népotisme au sein de leurs partis respectifs, sans que cela se traduise par un bénéfice pour la population. La coalition argumente également en mettant en avant les projets de développement aux niveaux locaux qui, mis en œuvre sans couleur politique, sont par conséquent poursuivis le plus souvent jusqu'à leurs termes. L'irruption de lignes partisanes dans le système conduirait selon elle à l'annulation régulière de projets déjà engagés lorsque les élections provoqueraient une alternance politique, au détriment de la communauté.
De manière plus générale, les partisans du Non s'appuient sur le sentiment que la nature du bipartisme pratiqué au Ghana n'a pas contribué au cheminement démocratique du pays mais s'est au contraire révélé source de profondes divisions contre productrices, et qu'il vaudrait donc mieux en préserver les échelons municipaux.